# Florentine Joop
Pour les articles homonymes, voir Joop.
 (avril 2018).
Si vous disposez d'ouvrages ou d'articles de référence ou si vous connaissez des sites web de qualité traitant du thème abordé ici, merci de compléter l'article en donnant les références utiles à sa vérifiabilité et en les liant à la section « Notes et références ».
Florentine Joop, née en 1973 à Hambourg en Allemagne, est une écrivaine, illustratrice et artiste peintre allemande. Elle est la fille cadette du styliste Wolfgang Joop.

## Biographie
Florentine naît en 1973 à Hambourg. Elle a grandi avec sa sœur ainée, Henriette dite Jette Joop. Ses parents divorcent en 1985 quand elle avait 12 ans.

### Parcours professionnel
Après avoir été diplômée du Gymnase Wilhelm de Hambourg, elle a commencé ses études à l' Université des Sciences Appliquées dans la même ville. Elle a étudié l'illustration avec le professeur Rüdiger Stoye, puis commença à écrire des livres pour enfants. En outre, elle a participé à d'autres formations, notamment au musée des Arts et Métiers du dessin à l' école d'art de Blankenese, ainsi qu'à un atelier d'écriture avec les professeurs Klaus Ensikat et Klaus Hegewaldt. En 2000, elle écrit son premier livre pour enfants qui sera illustré en 2013, il s'intitule le Secret des paresseux. Elle sortira son second roman la même année, Hard Guys.
En plus de son travail de journaliste, elle travaille en tant que peintre et dans d'autres domaines créatifs. De 2006 à 2007, elle a été chargée de cours à l'école d'art de Blankenese, a créé un café d'artistes à Hambourg en 2003 et a organisé des expositions. En 2011, elle conçoit des décors et des costumes pour la comédie musicale pour enfants Wachgeküsst de Christian Berg avec la musique de Konstantin Wecker, une mise en scène de la Belle au Bois Dormant au Winterhuder Fährhaus. Elle est l'une des rédactrices du magazine d'art berlinois ST.ART. En 2012, Florentine Joop a fondé la communauté studio STU / DI / O avec d'autres artistes.

### Vie privée
Elle est la mère de jumeaux (nés en 2010), Elle épouse en 2016 l'artiste allemand Sebastian Fleiter.

## Exposition
- 2003 : Art sur le thème Trois sœurs à Hambourg
- 2007 : Art sur le thème Kunsthaus Thalstrasse à Halle-sur-Saale